# Foxtrot (公司)
Foxtrot（烏克蘭語：Фокстрот）是烏克蘭電子產品和家用電器連鎖店，成立於1994年。2018年底，Foxtrot在烏克蘭零售連鎖店中排名第六，在烏克蘭最大公司評級中排名第76位。
該公司有自己的吉祥物－狐狸Foxy。

## 外部連結
- 官方網站 （页面存档备份，存于）